# NST土曜スペシャル
『NST土曜スペシャル』（エヌエスティーどようスペシャル）は、1970年代中期から1982年3月(?)まで新潟総合テレビ (NST) で毎週土曜日14時30分から放送されていた単発特別番組枠の名称である。

## 主旨
NSTはサービス放送開始時から1981年3月31日までフジテレビ、日本テレビ、NET→テレビ朝日のトリプルネット局であり、加えて東京12チャンネル（現・テレビ東京）の番組も積極的に放送していた。ただ前期の通り、トリプルネット局で番組編成上、フジテレビの『火曜ワイドスペシャル』、日本テレビの『木曜スペシャル』、テレビ朝日の『水曜スペシャル』等の同時ネットができなかったため、それらの単発特別番組を番組単位で購入して放送するものとしてこの枠が設けられた。なお、場合によっては、上記3局の別の特別番組や、東京12チャンネルの特別番組、東京キー局からの同時ネットの特別番組や、ローカルの特別番組も放送することもあった。

## この枠で放送された主な番組

### 1981年3月まで
- フジテレビ『火曜ワイドスペシャル』で放送されたもの
  - FNS歌謡祭
  - ドリフ大爆笑
  - オールスター大運動会
  - オールスター水泳大会
  - 日本歌謡大賞
  - ほか
- 日本テレビ『木曜スペシャル』で放送されたもの
  - NTV開局25周年特番『日本テレビ25年の歩み』
  - 日本歌謡大賞
  - ほか
  - 『アメリカ横断ウルトラクイズ』については、年末の平日16時から連日まとめて放送された。
- テレビ朝日『水曜スペシャル』で放送されたもの
  - 川口浩探検シリーズ
  - ドリフと女優の爆笑劇場
  - 警察24時シリーズ
  - 日本歌謡大賞
  - ほか
- その他
  - 新春かくし芸大会
  - 日本テレビ番組対抗かくし芸大会
  - ほか

### 1981年4月以降
詳細不明

## 補足
1981年4月1日に日本テレビ系列局のテレビ新潟（TNN→TeNY）が開局したことにより、『木曜スペシャル』は同局へ移行。これにより、NSTはフジテレビ系とテレビ朝日系のクロスネット局になり、大幅な番組編成変更を行った結果、この時から『火曜ワイドスペシャル』『水曜スペシャル』ともに在京キー局との同時ネットになった。さらに1983年10月1日にはテレビ朝日系列局の新潟テレビ21（NT21→UX）が開局したため、『水曜スペシャル』も同局へ移され、NSTはフジテレビ系単独ネット局となった。